# Södra Bergtjärnen (Gåsborns socken, Värmland)
Södra Bergtjärnen är en sjö i Filipstads kommun i Värmland och ingår i Göta älvs huvudavrinningsområde. Södra Bergtjärnen ligger i Munkmossarna Natura 2000-område.